# المولبدينوم في علم الأحياء

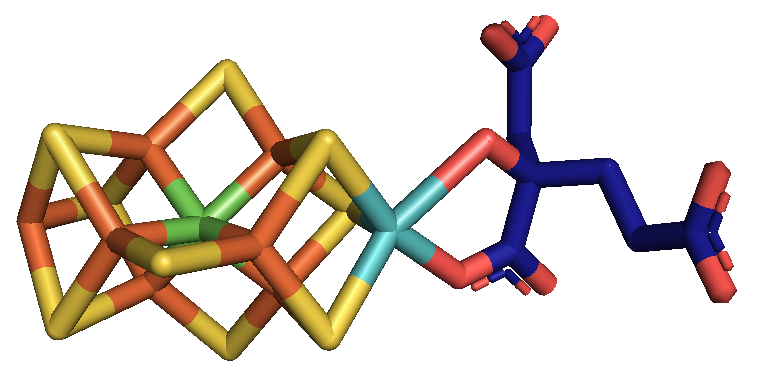
مجموعة (FeMoco) مع ذرة الموليبدنوم في المركز

يعتبر الموليبدنوم عنصر أساسي في معظم الكائنات الحيّة. ويوجد بشكل ملحوظ في إنزيم النيتروجيناز الذي يُعد جزء أساسي من تثبيت النيتروجين.

## إنزيمات تحتوي على موليبدنوم
الموليبدنوم هو عنصر أساسي في معظم الكائنات الحية. في عام 2008 تكهنّت ورقة بحثية بأنّ ندرة الموليبدنوم في محيطات الأرض القديمة ربما أثّرت بشدّة على تطور الحياة في الكائنات حقيقيّة النواة (تتضمن جميع النباتات والحيوانات).
حُدّد ما لا يقل عن 50 إنزيمًا يحتوي على الموليبدنوم، معظمها في البكتيريا. وتشمل هذه الإنزيمات أكسيداز الألدهيد، وأكسيداز الكبريتيت، وأكسيداز الزانثين. هناك استثناء واحد، حيث يرتبط الموليبدنوم في البروتينات بالموليبدوبترين ليُنتج الموليبدنوم كعامل مساعد. الاستثناء الوحيد المعروف هو النيتروجيناز، الذي يستخدم العامل المساعد (FeMoco)، وصيغته هي Fe7MoS9C.
من حيث الوظيفة، تحفّز إنزيمات الموليبدنوم أكسدة بعض الجزيئات الصغيرة وأحيانًا اختزالها في عملية تنظيم النيتروجين والكبريت والكربون. في بعض الحيوانات، وفي البشر، تُحفّز أكسدة الزانثين إلى حمض اليوريك، وهي عملية هدم البيورين، بواسطة أوكسيداز الزانثين، وهو إنزيم يحتوي على الموليبدنوم. يتناسب نشاط أوكسيداز الزانثين طرديًا مع كمية الموليبدنوم في الجسم. يعكس التركيز المرتفع جدًا من الموليبدنوم الوظيفة فيمنع هدم البيورين وغيرها من العمليات. يؤثر تركيز الموليبدنوم أيضًا على صناعة البروتين والتمثيل الغذائي والنمو.
الموليبدنوم هو أحد المكونات في معظم النيتروجينازات. من بين إنزيمات الموليبدنوم، يعتبر النيتروجيناز فريد من نوعه في نقص الموليبدوبترين. يحفز النيتروجيناز إنتاج الأمونيا من النيتروجين الجوي:
{\displaystyle \mathrm {N_{2}+8\ H^{+}+8\ e^{-}+16\ ATP+16\ H_{2}O\longrightarrow 2\ NH_{3}+H_{2}+16\ ADP+16\ P_{i}} }
يُعتبر التخليق الحيوي لموقع (FeMoco) النشط معقّد للغاية.
تُنقل الموليبدات في الجسم باسم (MoO42−).

هيكل موقع (FeMoco) النشط للنيتروجيناز.

يتكون العامل المساعد للموليبدنوم (في الصورة) من مركب عضوي خال من الموليبدنوم يسمى الموليبدوبترين، الذي ربط ذرة الموليبدنوم السداسي المؤكسدة من خلال ذرات الكبريت (أو السيلينيوم أحيانًا) المجاورة. باستثناء النيتروجينازات القديمة، تستخدم جميع الإنزيمات المعروفة باستخدام الموليبدنوم هذا العامل المساعد.

## عملية الأيض في الإنسان ونقص الموليبدنوم
الموليبدنوم هو عنصر غذائي أساسي زهيد. تُعرف أربعة إنزيمات تعتمد على الموليبدنوم في الثدييات، وكلها تؤوي عامل مساعد للموليبدنوم المعتمد على البتيرين في موقعها النشط: أوكسيداز الكبريتيت، وأوكسيدوريدوكتاز الزانثين، وأوكسيداز الألدهيد، واختزال أميدوكسيم الميتوكندريون. الأشخاص الذين يعانون من نقص شديد في الموليبدنوم لديهم أوكسيداز كبريتيت ضعيف الأداء وعرضة للتفاعلات السامة للكبريتات في الأطعمة. يحتوي جسم الإنسان على حوالي 0.07 مجم من الموليبدنوم لكل كيلوجرام من وزن الجسم، حيث يكون التركيز أعلى في الكبد والكلى وأقل في الفقرات. الموليبدنوم موجود أيضًا داخل مينا الأسنان البشرية وقد يساعد في منع تسوسه.
لم تُرى السّمّية الحادة للموليبدنوم لدى البشر، وتعتمد السّمّية بشدة على الحالة الكيميائية. أظهرت الدراسات التي أجريت على الفئران أن الجرعة المميتة الوسطية منخفضة وتصل إلى 180 مجم/كجم لبعض مركبات الموليبدنوم. على الرغم من عدم توفر بيانات السمية على البشر، فقد أظهرت الدراسات التي أجريت على الحيوانات أن التعاطي المزمن لأكثر من 10 مجم/يوم من الموليبدنوم يمكن أن يسبب الإسهال وتأخر النمو والعقم وانخفاض الوزن عند الولادة والنقرس، يمكن أن يؤثر أيضًا على الرئتين والكلى والكبد. تنغستات الصوديوم هو مثبط تنافسي للموليبدنوم، التنجستن الغذائي يقلل من تركيز الموليبدنوم في الأنسجة.
يؤدي انخفاض تركيز الموليبدنوم في التربة في نطاق جغرافي من شمال الصين إلى إيران إلى نقص الموليبدنوم الغذائي العام، ويرتبط بزيادة معدلات الإصابة بسرطان المريء. مقارنةً مع الولايات المتحدة، التي يتوفر في تربة أراضيها مخزون أكبر من الموليبدنوم، فإنّ الأشخاص الذين يعيشون في تلك المناطق لديهم خطر أكبر للإصابة بسرطان الخلايا الحرشفية المريئي بنحو 16 مرة.
كما أُبلغ عن نقص الموليبدنوم نتيجة للتغذية الكاملة بالحقن بدون موليبدنوم مضاف (التغذية الوريدية الكاملة) لفترات طويلة من الزمن. ينتج عنه ارتفاع مستويات الكبريتيت وحمض البول في الدم، بنفس طريقة نقص المولبيدنوم كعامل مساعد. نظرًا لأنّ نقص الموليبدنوم النّقي الناتج عن هذا السبب يحدث في المقام الأول عند البالغين، فإنّ العواقب العصبية ليست ملحوظة كما هو الحال في حالات نقص العامل المساعد الخُلقي.
مرض نقص العامل المساعد الموليبدنوم الخلقي، الذي يظهر عند الرضع، هو عدم القدرة على تصنيع الموليبدنوم كعامل مساعد، وهو الجزيء غير متجانس الحلقة الذي ذكر سابقًا والذي يربط الموليبدنوم في الموقع النشط في جميع الإنزيمات البشرية المعروفة التي تستخدم الموليبدنوم. يؤدي النّقص النّاتج إلى مستويات عالية من الكبريتيت وحمض البول وأضرار عصبية.

## الإخراج
يفرز معظم الموليبدنوم من جسم الإنسان كموليبدات في البول. علاوة على ذلك، يزداد إفراز الموليبدنوم في البول مع زيادة تناول الموليبدنوم الغذائي. تفرز كميات صغيرة من الموليبدنوم من الجسم في البراز عن طريق عُصارة المرارة. يمكن أيضًا فقدان كميات صغيرة في العرق والشعر.

## زيادة الموليبدنوم ومناهضة النحاس
تتداخل المستويات العالية من الموليبدنوم مع امتصاص الجسم للنحاس، مما يؤدّي إلى نقص النحاس. يمنع الموليبدنوم بروتينات البلازما من الارتباط بالنحاس، كما أنّه يزيد من كمية إخراج النحاس في البول. تعاني المجترات التي تستهلك مستويات عالية من الموليبدنوم من الإسهال وتوقف النمو وفقر الدم ونصول الشعر (فقدان صبغة الفراء). يمكن تخفيف هذه الأعراض عن طريق مكمّلات النحاس، سواء الغذائية أو الحقن. ومن الممكن أن يتفاقم نقص النحاس الفعاّل بسبب الكبريت الزائد.
يمكن أيضًا تحفيز تقليل النحاس قصدًا لأغراض علاجية بواسطة مركب رباعي ثيوموليبدات الأمونيوم، حيث يكون رباعي إيثيوموليبدات الأنيون الأحمر الفاتح هو عامل مخلب النحاس. استُخدم رباعي ثيوموليبدات لأول مرة علاجيًا في معالجة تسمم النحاس في الحيوانات. ثم قُدّم كعلاج في داء ويلسون، وهو اضطراب استقلاب النحاس الوراثي لدى البشر. وهو يعمل عن طريق التنافس مع امتصاص النحاس في الأمعاء وزيادة إخراجه. كما وُجد أن له تأثيرًا مثبطًا على تكوين الأوعية الدموية، ربما عن طريق تثبيط عملية نقل الغشاء التي تعتمد على أيونات النحاس. هذه وسيلة واعدة للاستقصاء في علاجات السرطان والتنكس البقعي المرتبط بالسن والأمراض الأخرى التي تحتوي على تكاثر مَرضي للأوعية الدموية.
يسبب فائض الموليبدنوم في تربة المراعي إسهال الماشية إذا كان الرقم الهيدروجيني للتربة متعادل إلى قلوي، يحدث في بعض الحيونات التي ترعى، خصوصاً في المواشي.